# كاتدرائية ألكسندر نيفسكي (نيجني نوفغورود)
كاتدرائية ألكسندر نيفسكي (بالروسية: Собор Святого Александра Невского) هي كنيسة كاتدرائية أرثوذكسية روسية تقع في منطقة مدينة كانافينسكي في نيجني نوفغورود. تقع الكاتدرائية على الأراضي السابقة لمعرض نيجني نوفغورود. إنه أحد الرموز غير الرسمية لمدينة نيجني نوفغورود، إلى جانب برج دميتروفسكايا في الكرملين ودرج تشكالوف والمعرض.
بدأ البناء الرئيسي للكاتدرائية في 18 أغسطس 1868 واستمر لمدة 13 عامًا، واستمر العمل الداخلي حتى عام 1881. وفي 20 يوليو 1881، كرست رسميًا بحضور الإمبراطور ألكسندر الثالث وزوجته ماريا فيودوروفنا ونيقولا الثاني إمبراطور روسيا. يبلغ ارتفاع المعبد 87 مترًا (3425.2 بوصة).
أقرب محطة مترو هي ستريلكا.

## تاريخ

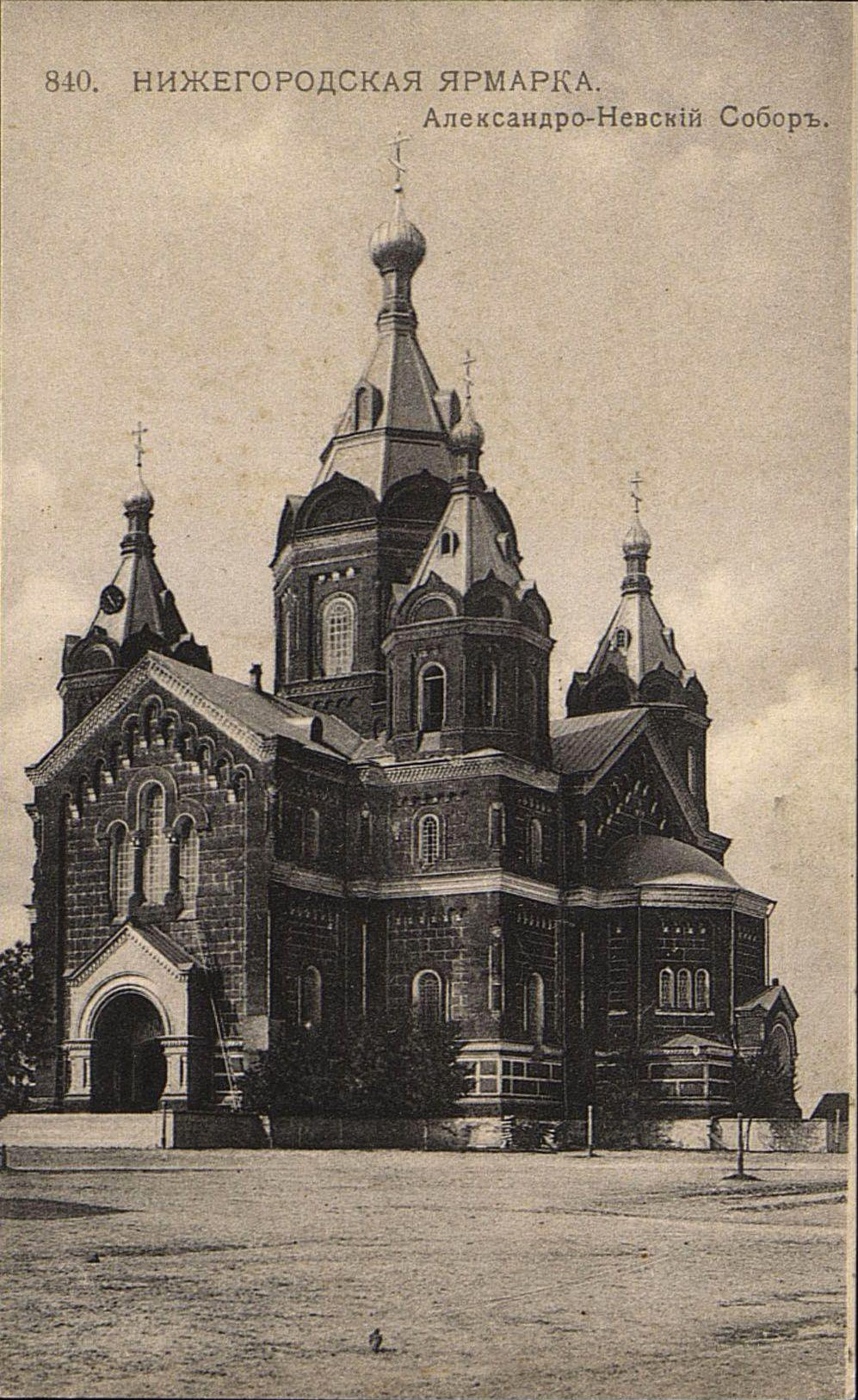
كاتدرائية ألكسندر نيفسكي. أوائل القرن العشرين

### الإمبراطورية الروسية
في عام 1856 قرر التجار بناء كاتدرائية أرثوذكسية جديدة تخليداً لذكرى زيارة الإمبراطور ألكسندر الثاني للمعرض. وتوجهوا بطلب بناء كاتدرائية جديدة إلى الأسقف أنتوني والحاكم أ. مورافيوف. وجمعوا التبرعات. جمعت الأموال المطلوبة (454.667 روبل و28 كوبيل) على مدى 10 سنوات (بحلول عام 1866). 18 نوفمبر 1865، تمت الموافقة على مشروع المعبد من قبل الحكومة. في عام 1866، عاد ليف دال من الخارج إلى نيجني نوفغورود وأنهى المشروع.
بدأ البناء الرئيسي للكاتدرائية في 18 أغسطس 1868 واستمر لمدة 13 عامًا، واستمرت الأعمال الداخلية حتى عام 1881. وبنيت الكاتدرائية بدون أساسات.
الفترة السوفيتية
في عام 1929، أغلق المعبد، واستولوا على الأشياء الثمينة. في شتاء عام 1930، بقرار من قيادة أسطول الفولغا، حطمت الأيقونسطاس وجميع الزخارف الخشبية للكاتدرائية للحصول على الحطب لتدفئة منازل المدينة. ومع ذلك، تمكن أبناء الرعية من إنقاذ العديد من الرموز.
في أواخر العشرينيات من القرن العشرين، طور مشروع لإعادة بناء أرض المعارض. خطط لتفكيك الكاتدرائية وبناء منارة بها نصب تذكاري للينين في هذا المكان. ولم يتم تنفيذ هذا المشروع، لكن في أواخر الثلاثينيات تفككت الخيام الموجودة على سطح الكاتدرائية. وفي وقت لاحق، تحول مبنى الكاتدرائية للتخزين والسكن. تمت إضافة العديد من الغرف المساعدة والمكاتب المختلفة إلى الكاتدرائية. في الأربعينيات من القرن الماضي اندلع حريق دمر الجزء الداخلي من المبنى. بعد ذلك، مزقت بقايا الجص الداخلي بالكامل.
خلال الحرب العالمية الثانية، ركبت بطارية مضادة للطائرات في موقع الخيمة المركزية للكاتدرائية، التي دافعت عن مدينة غوركي (اسم نيجني نوفغورود في الحقبة السوفيتية) من الغارات الجوية لوفتفافه.
في عام 1983، بدأ ترميم الكاتدرائية. وفي يونيو 1992، أعيدت الكاتدرائية إلى الكنيسة الأرثوذكسية الروسية. في 12 سبتمبر 2009، مُنحت الكاتدرائية للقب الكاتدرائية (الرئيسية).
جرس "الكاتدرائية"
خطط لتركيب الجرس تكريما للذكرى الـ 400 لميليشيا نيجني نوفغورود بقيادة كوزما مينين والأمير ديمتري بوزارسكي عند التقاء نهري أوكا وفولجا، على بعد 300 متر من كاتدرائية ألكسندر نيفسكي. وحتى هذا الوقت، يتم وضع الجرس على برج الجرس المؤقت عند المدخل الجنوبي للكاتدرائية. نفذ مشروع إنشاء الجرس بمباركة بطريرك موسكو وعموم روسيا أليكسي الثاني.

## معرض الصور

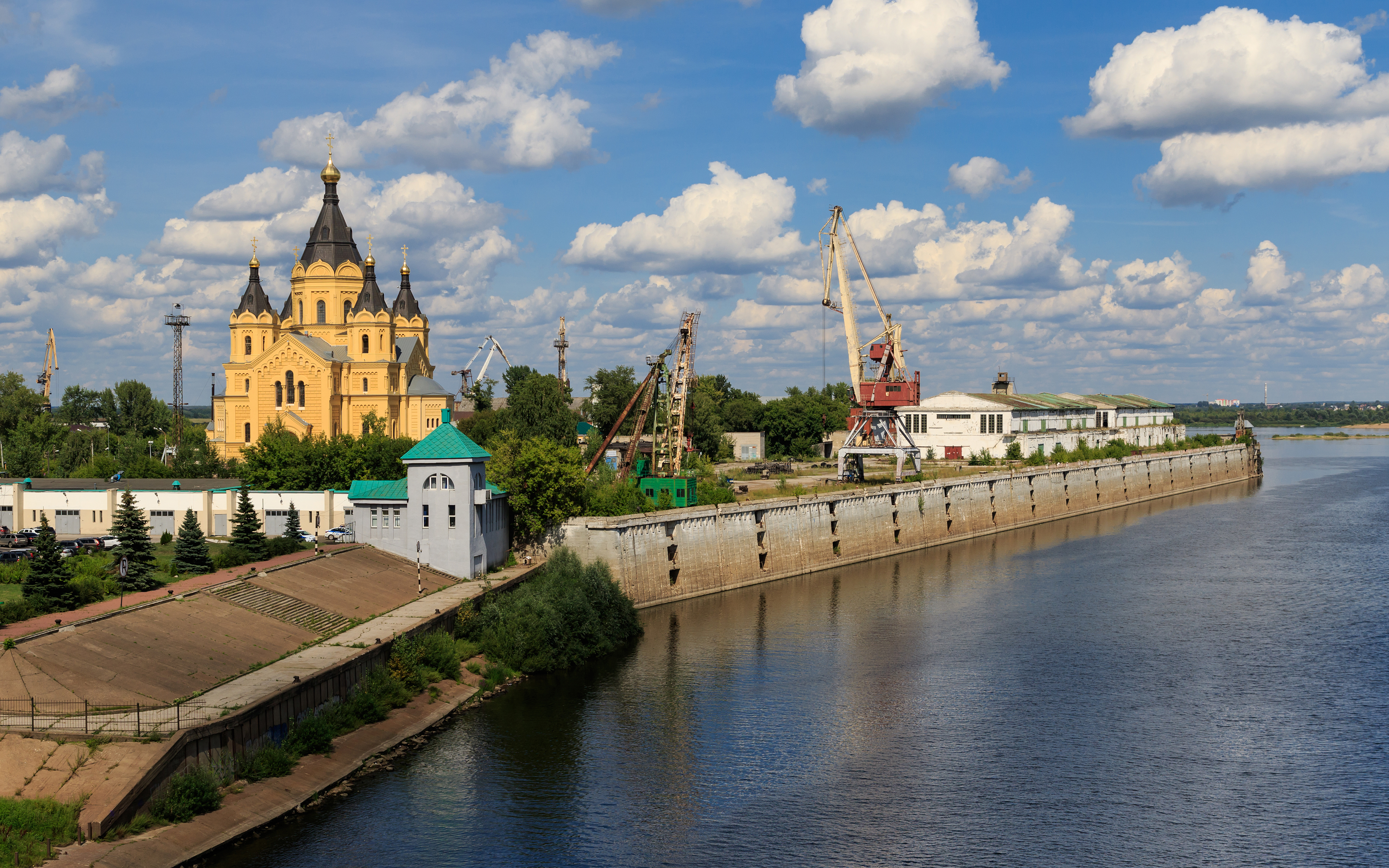
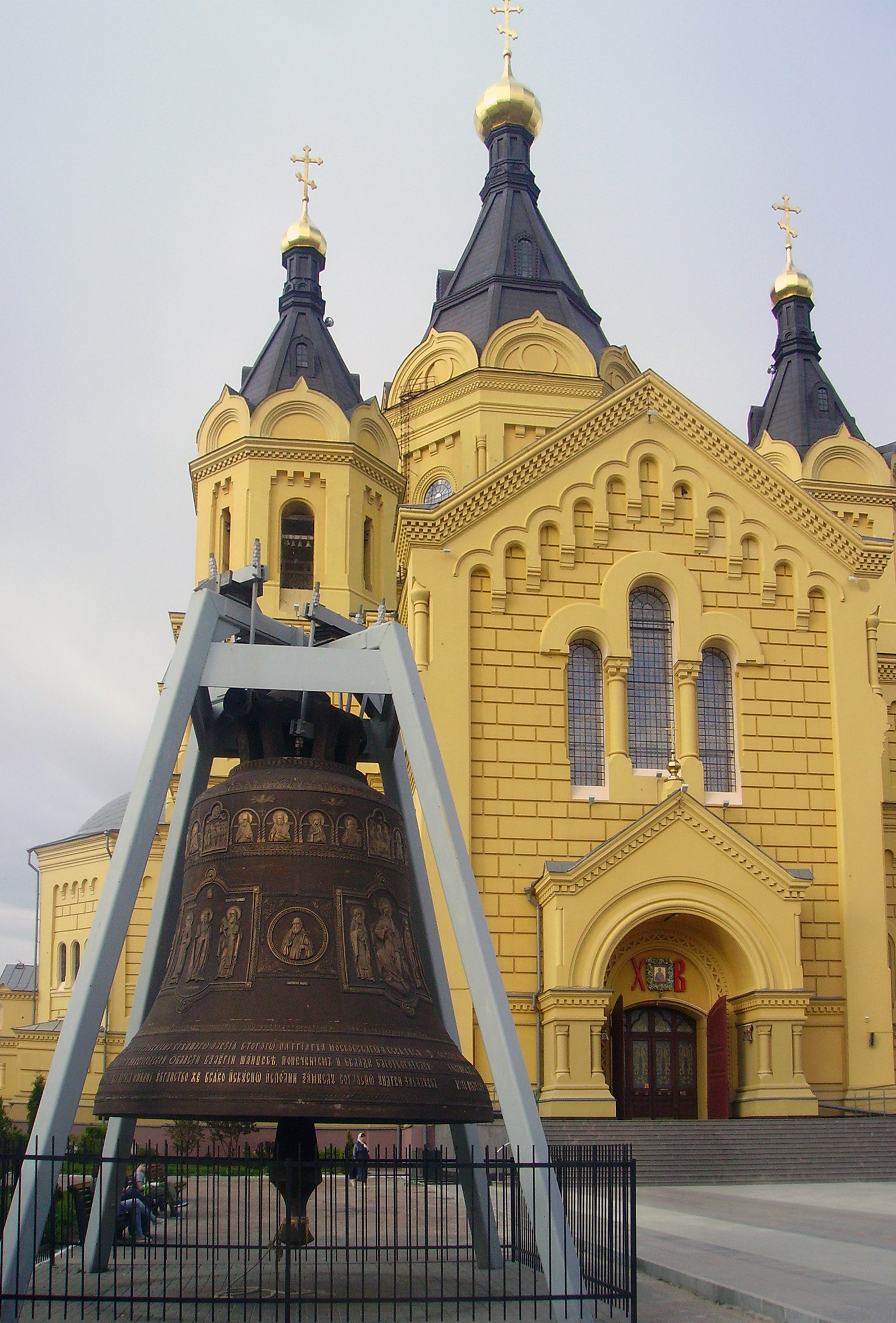
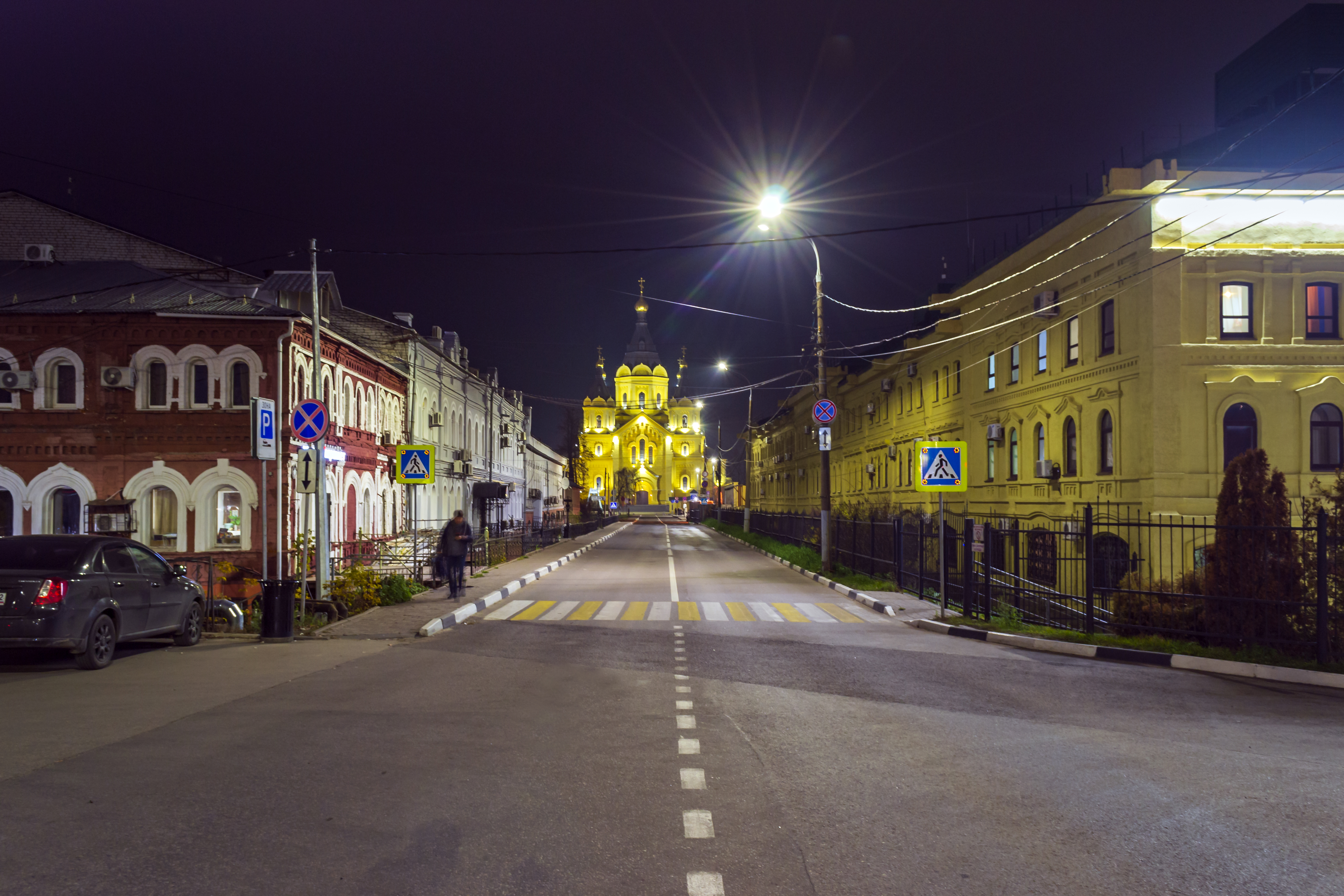
شارع ستريلكا
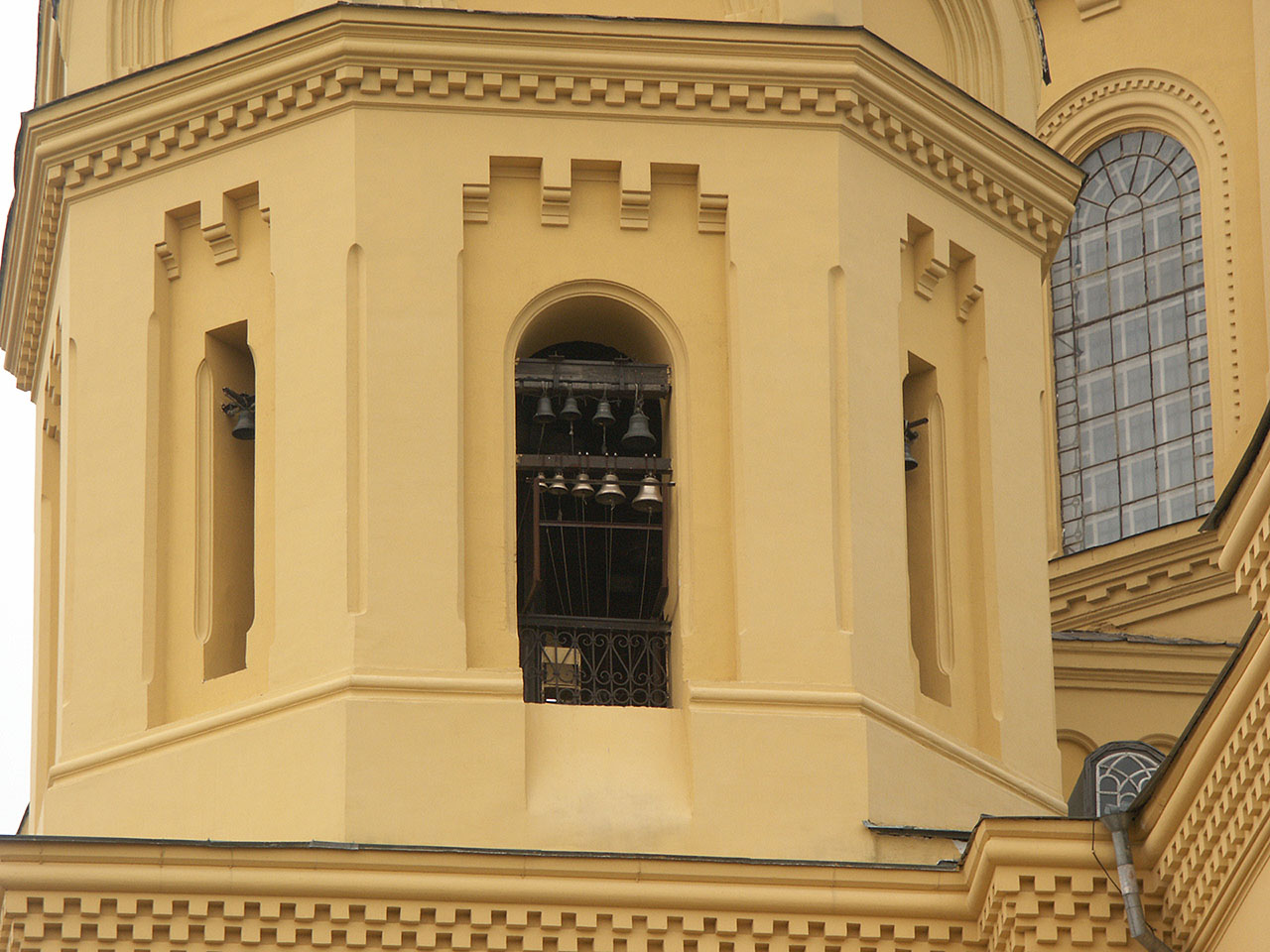
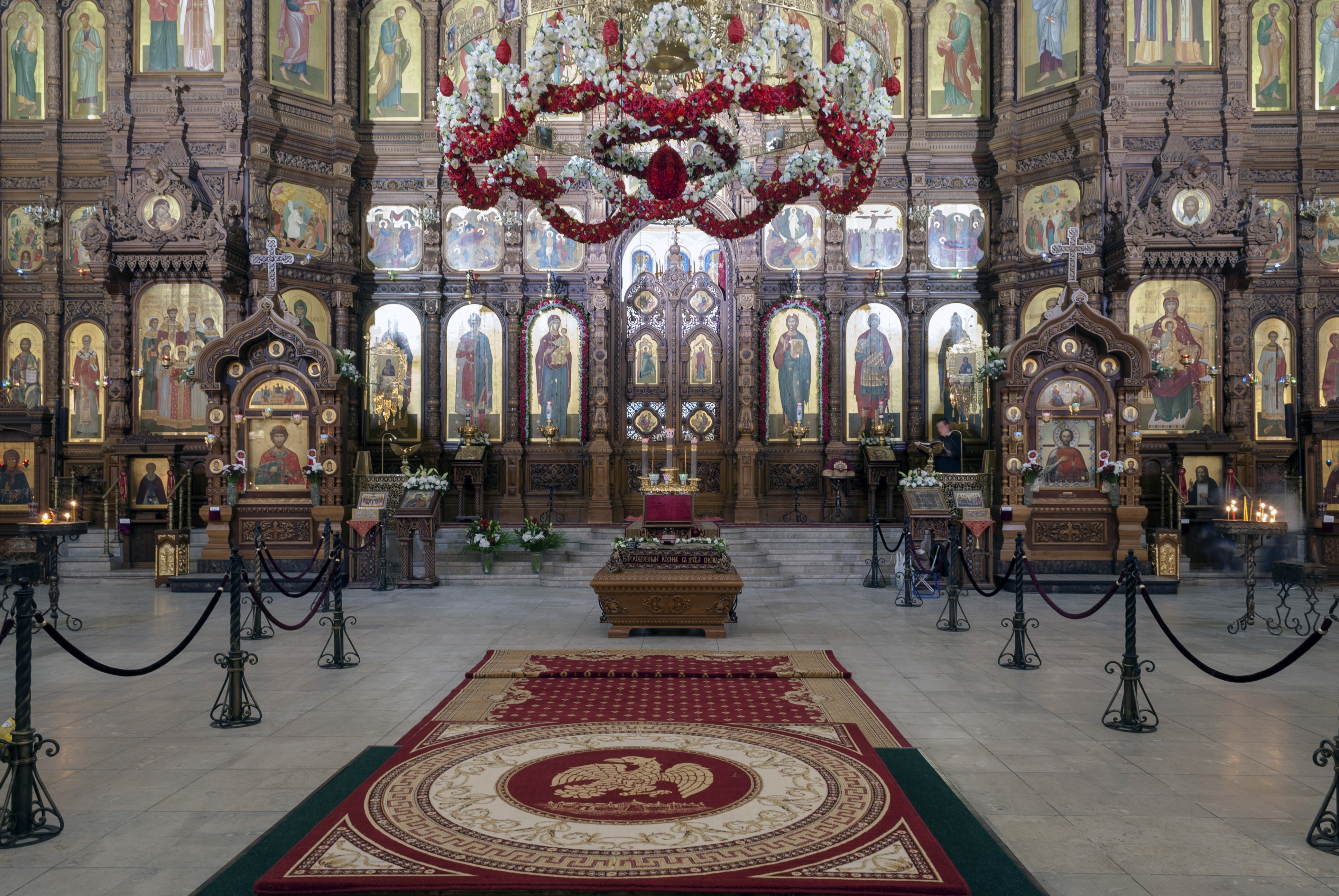
الحاجز الأيقوني للكاتدرائية لعيد الفصح
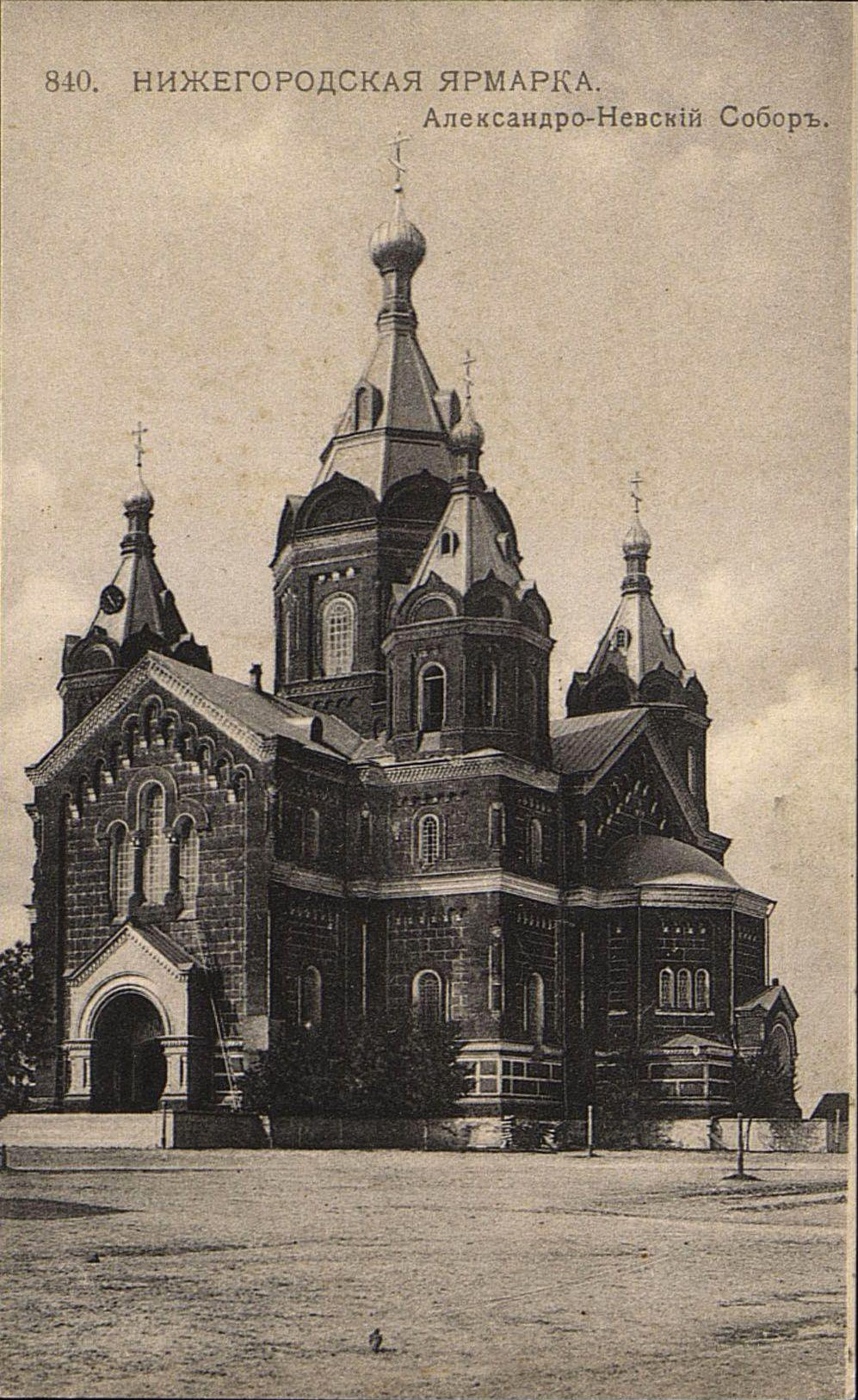
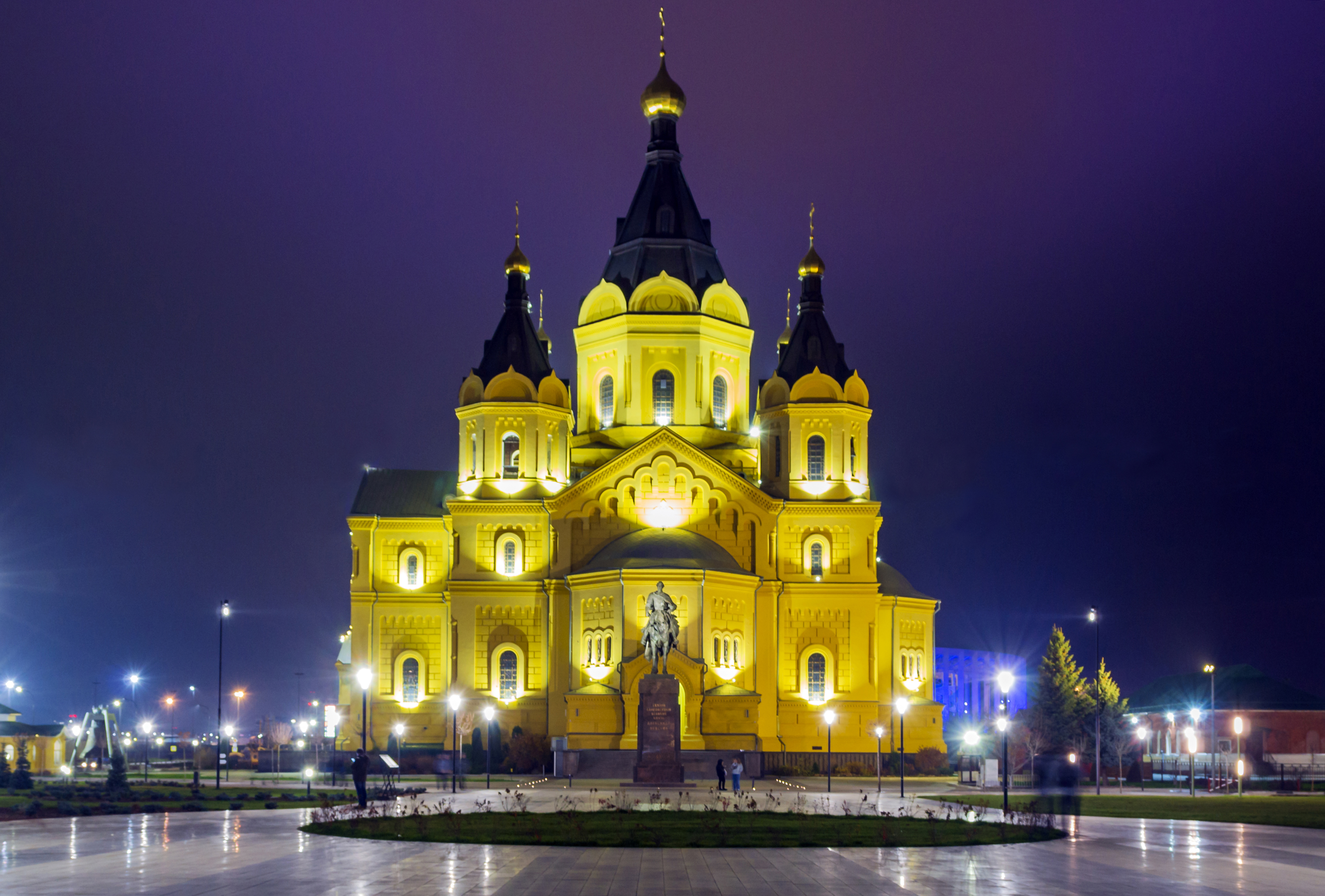
الكاتدرائية في الليل